# Christoph von Bemmel
Christoph von Bemmel (* 1707 in Nürnberg; † nach 1783) war ein deutscher Landschaftsmaler.
Christoph, der erstgeborene Sohn Peter von Bemmels, ging bei seinem Vater in die Lehre und arbeitete darauf – wohlgelitten – in Mannheim sowie in Straßburg. In der elsässischen Metropole lebte Christoph von Bemmel verheiratet, aber kinderlos. 1783 besuchte er den Neffen Simon Joseph, den 1747 geborenen zweiten Sohn seines jüngeren Bruders Johann Christoph. Sodann verliert sich die Spur des geschickten Künstlers Christoph von Bemmel.
In den Jahren 1765 bis 1767 war Johann August Nahl der Jüngere in Straßburg Schüler Bemmels.

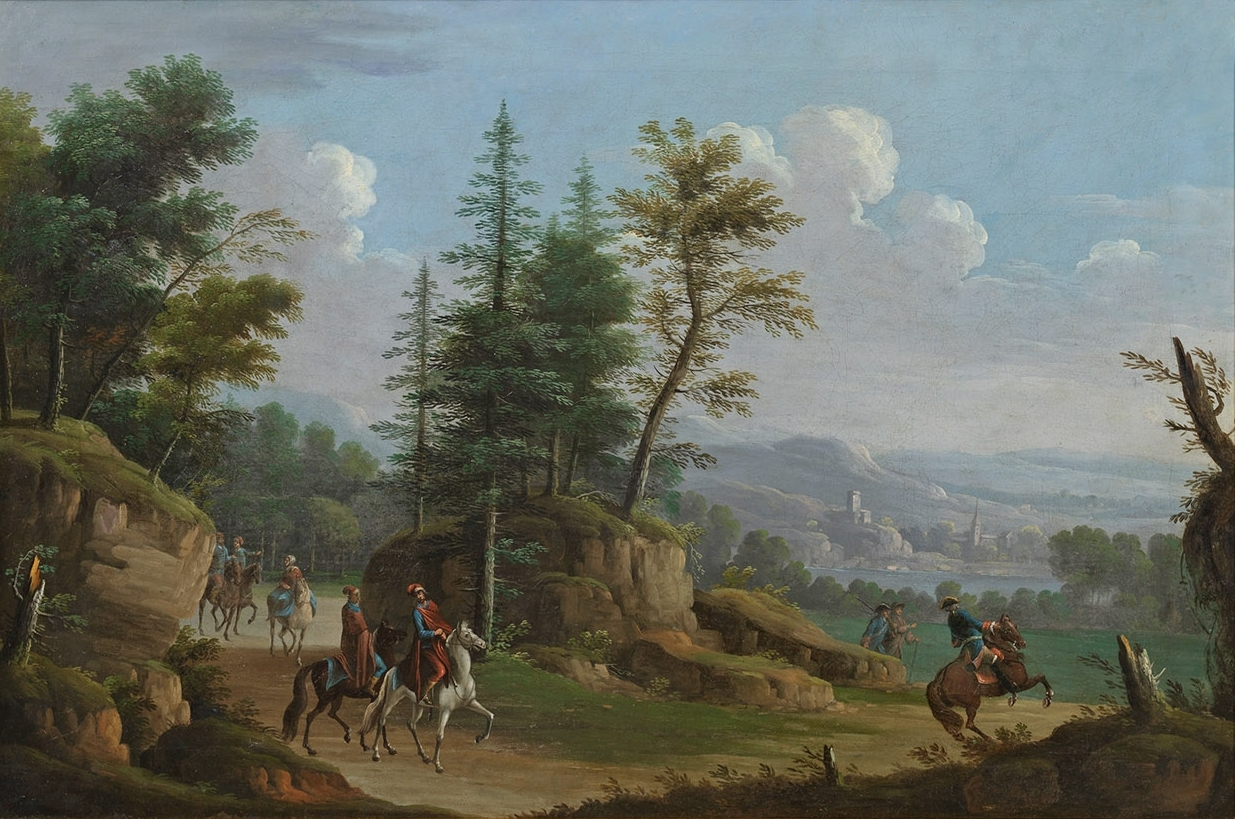
Christoph von Bemmel zugeschrieben: Berglandschaft mit Reitern und Jägern